# Beauty and the Beast (telessérie de 1987)
Beauty and the Beast (br: A Bela e a Fera / pt: A Bela e o Monstro) é  uma série dramática de televisão americana criada por Ron Koslow tendo como foco: o relacionamento entre Vincent (Ron Perlman), um mítico, nobre fera, e Catherine (Linda Hamilton), uma experiente promotora pública, em Nova York, e uma comunidade utópica segredo de excluídos sociais que vivem em um santuário subterrâneo. Através de uma ligação empática, emoções e sentidos de Vincent e Catherine, e torna-se seu guardião. A série segue o desenvolvimento das relações entre os personagens ea divisão entre Nova Iorque e no mundo oculto. Em uma reviravolta a partir do conto original, no entanto, esta "besta" não sustenta a ídeia de beleza interior de Vincent  é destinado a permanecer quem ele é, a vida de Catherine, de sua relação com Vincent. A máscara de Vicente foi desenvolvida pelo maquiador Rick Baker.
Na terceira temporada, após a morte da personagem Catherine, Jo Anderson se tornou a predominante do sexo feminino, como Diana Bennet, uma mulher da polícia que investiga o assassinato de Catherine.
Como o título indica, a premissa da série é inspirada no clássico conto de fadas "A Bela e a Fera".

## Sinopse

### 1ª Temporada
Quando Catherine Chandler é sequestrada, espancada e deixada para morrer no Central Park, ela é resgatada e cuidada por Vincent, que a levou ao seu Pai (Roy Dotrice), para a sua comunidade escondida de pessoas que habitavam nos túneis abaixo da cidade de Nova Iorque. Dez dias depois, ela retorna à superfície com a promessa de manter segredo de Vincent e o desafio de continuar após o ataque terrível. Depois de completar sua recuperação, sua vida começa a transição grave: ela faz aulas de defesa pessoal, deixa seu posto de trabalho confortável a empresa de seu pai o direito e junta-se ao Manhattan District Attorney como assistente do advogado. 
Durante o curso da primeira temporada, a equipe de produção formada uma mistura de romance e drama policial que usava a posição de ambas Catarina como um ADA e sua vontade de ajudar Vicente e seu mundo para colocá-la em momentos de perigo físico, que traria a idealizada romântica figura de São Vicente para o mundo da superfície como seu anjo da guarda.

### 2ª Temporada
Durante sua segunda temporada, a série mudou seu foco para adicionar um pouco mais o desenvolvimento de caracteres, como os personagens centrais passou um tempo considerável explorando as suas relações e com os habitantes do Mundo do túnel, onde Catarina tinha finalmente sido aceite como um amigo e um "ajudante" (alguém que assiste a comunidade do túnel com o que eles precisam para sobreviver e manter seu segredo). Mais pessoas do mundo Acima virou-se para o apoio emocional e cura no mundo Abaixo welcomingly ambiente seguro.
Perto do final da temporada, no entanto, em um esforço para impulsionar a vacilante classificação, a orientação de ação retornado como um resultado dos descaminhos do recorrente bandido Paracelso (Tony Jay ). Num suspense final, Catherine é vista andando por um túnel em uma câmara, onde Vincent está sofrendo de loucura violenta.

### 3ª Temporada
Quando a série retornou para sua terceira temporada abreviada no final de 1989, Linda Hamilton tinha anunciado sua decisão de deixar a série. Foi uma decisão que, junto com o desejo da rede para atrair mais espectadores do sexo masculino, teria graves repercussões para a sobrevivência do programa. Na resolução de cliffhanger da temporada anterior, Catherine Vincent resgatados a partir de seus demônios interiores, mas foi raptado por "Gabriel" (interpretada por Stephen McHattie, o chefe implacável de um enorme império criminoso tinha sido de instrução, que estava tentando corromper a promotoria. Ela foi morta, mas não antes de dar à luz ao filho de Vincent, que foi mantida refém pelo Gabriel mal. chefe de Catarina e grande amigo Joe Maxwell (interpretada por Jay Acovone) contratou Diana Bennett (Jo Anderson), um profiler criminal com o departamento de polícia, para rastrear o assassino de Catherine. Muito naturalmente, sua investigação levou-a para o agora sombriamente obcecado e luto Vicente.
Apesar de ainda ser popular com os seus fãs dedicados, mais escura, os aspectos mais decididamente violento do conceito reformulado, juntamente com a perda fatal da relação de suma importância central entre Catherine e Vincent, conduziu a novas avaliações e declínio.

## Elenco

### "Mundo Superior"

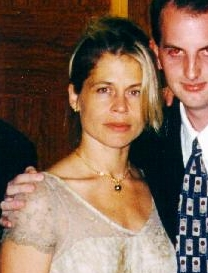
Linda Hamilton (Catherine).

- Catherine Chandler (Linda Hamilton) - uma advogada corporativa na empresa do pai de Direito que, após ser sequestrada bateu e cortou o rosto e foi resgatada e cuidada por Vincent, sua vida muda completamente e torna-se investigadora no gabinete do procurador distrital de Manhattan.

- Joe Maxwell (Jay Acovone) - um vice-procurador distrital do Distrito de Manhattan, e superior hierárquico no escritório.

- Jenny Aronson (Terri Hanauer) - Amigo de Catherine.

- Elliot Burch (Edward Albert) - Um milionário de Nova Iorque e desenvolvedor do edifício, que tem romance com Catherine.

- Charles Chandler (John McMartin) (temporadas 1 e 2) - Pai de Catherine.

- Edie (Ren Woods) (1ª Temporada) - Trabalha na divisão de informática do escritório do promotor.

- Diana Bennett (Jo Anderson) (3ª Temporada) - Diana é perita criminal com os "210 Divisão" do Departamento de Polícia de Nova Iorque, que investiga casos incomuns para além do âmbito normal da polícia, chamada para investigar o assassinato de Catherine.

- Gabriel (Stephen McHattie) (3ª Temporada) - O altamente influente chefe do crime e o maior traficante de droga na Costa Leste, responsável pela morte de Catherine e o seqüestro de seu bebê.

### "Mundo Inferior"

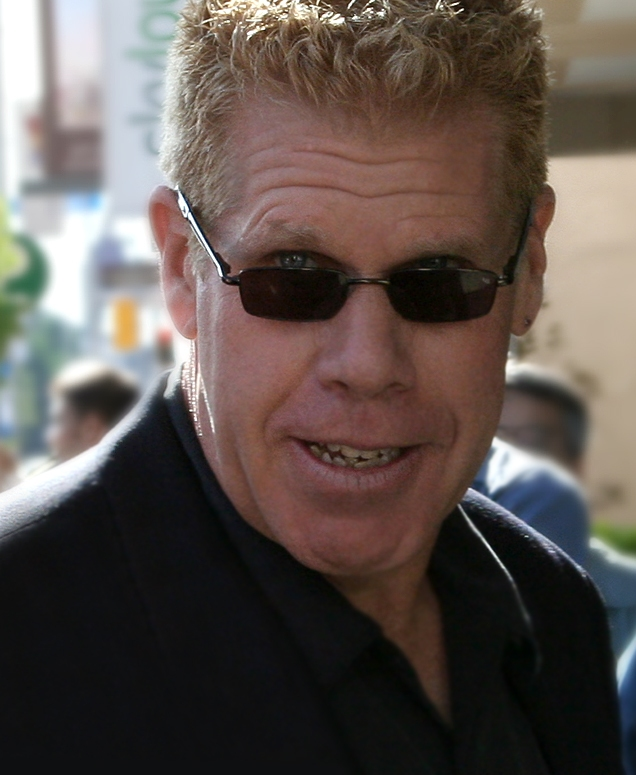
Ron Perlman (Vicent).

- Vincent' (Ron Perlman) - um homem muito rico, com as características faciais de um leão (dentes, presas, um nariz achatado e uma fissura de lábio superior) e os dedos derrubado com unhas como garras. Ele usa uma capa e capuz para esconder sua aparência de estranhos enquanto andava pelas ruas da cidade durante a noite. Sua origem é desconhecida: Ele foi encontrado como bebê perto de Hospital Saint Vincent e levado ao pai de Anna, mulher de Paracelso.

- Pai (Roy Dotrice) - amado e respeitado como o patriarca do mundo do túnel, Jacob Wells é um médico que deixou o mundo em cima, depois de ter sido injustamente "lista negra" ndr], disparou de seu trabalho e ter sua licença para praticar medicina retirado dele. Ele encontrou abrigo em uma comunidade do túnel cedo, e se tornou seu líder.

- Mouse (David Greenlee) - Um morador do túnel das crianças jovens (possivelmente autista) com a mente de um gênio.

- Mary (Ellen Geer) - Os túneis "parteira.

- Pascal (Armin Shimerman) - O "mestre pipe" tímido e gentil, supervisor do sistema de túneis de comunicação.

- Winslow (James Avery) - Um membro muito influente na comunidade underground, ferreiro de profissão.

- Paracelso (Tony Jay) - John Pater foi um cientista e ex-amigo do Pai, que ajudou a organizar o Mundial do túnel, mas quando ele finalmente desejado poder para si mesmo, a comunidade foi forçado a exilar-lo . Pai, descreve-o como um "filósofo, cientista, o mágico", como o real Paracelso, o nome Pater tem, finalmente, para si mesmo (após o alquimista do século 15). Ele é um antagonista recorrente na série.

| Episódios    |              |              |
| 1ª Temporada | 2ª Temporada | 3ª Temporada |
| 22 episódios | 22 episódios | 12 episódios |

## Lista de episódios por temporada

### 1ª Temporada
- 1. Once Upon a Time in the City of New York
- 2. Terrible Savior
- 3. Siege
- 4. No Way Down
- 5. Masques
- 6. The Beast Within
- 7. Nor Iron Bars a Cage
- 8. Song of Orpheus
- 9. Dark Spirit
- 10. A Children's Story
- 11. An Impossible Silence
- 12. Shades of Gray
- 13. China Moon
- 14. The Alchemist
- 15. Temptation
- 16. Promises of Someday
- 17. Down to a Sunless Sea
- 18. Fever
- 19. Everything is Everything
- 20. To Reign in Hell
- 21. Ozymandias
- 22. A Happy Life

### 2ªTemporada
- 23 (2x1) Chamber Music
- 24 (2x2) Remember Love
- 25 (2x3) Ashes, Ashes
- 26 (2x4) Dead of Winter
- 27 (2x5) God Bless the Child
- 28 (2x6) Sticks and Stones
- 29 (2x7) A Fair and Perfect Knight
- 30 (2x8) Labyrinths
- 31 (2x9) Brothers
- 32 (2x10) A Gentle Rain
- 33 (2x11) The Outsiders
- 34 (2x12) Orphans
- 35 (2x13) Arabesque
- 36 (2x14) When the Bluebird Sings
- 37 (2x15) The Watcher
- 38 (2x16) A Distant Shore
- 39 (2x17) Trial
- 40 (2x18) A Kingdom by the Sea
- 41 (2x19) The Hollow Men
- 42 (2x20) What Rough Beast
- 43 (2x21) Ceremony of Innocence
- 44 (2x22) The Rest is Silence

### 3ªTemporada
- 45 (3x1) Though Lovers be Lost, Part 1
- 46 (3x2) Though Lovers be Lost, Part 2
- 47 (3x3) Walk Slowly
- 48 (3x4) Nevermore
- 49 (3x5) Snow
- 50 (3x6) Beggar's Comet
- 51 (3x7) A Time to Heal
- 52 (3x8) In the Forests of the Night
- 53 (3x9) Chimes at Midnight
- 54 (3x10) Invictus
- 55 (3x11) The Reckoning
- 56 (3x12) Legacies